# Astragalus erwinii-gaubae
Astragalus erwinii-gaubae är en ärtväxtart som beskrevs av Sirj. och Karl Heinz Rechinger. Astragalus erwinii-gaubae ingår i släktet vedlar, och familjen ärtväxter. Inga underarter finns listade i Catalogue of Life.